# Bruno Latour
Bruno Latour (22. června 1947 Beaune – 9. října 2022 Paříž) byl francouzský sociolog a filozof vědy.

## Životopis
Narodil se v roce 1947 v Beaune, ve Francii. Vstoupil do povědomí díky svým knihám We Have Never Been Modern, Laboratory Life a Science in Action, popisující proces vědeckého výzkumu z perspektivy sociální výstavby založené na pozorováních pracujících vědců.
Jako student dosáhl Latour původně titul (agregace) v oboru filozofie a byl hluboce ovlivněn Michelem Serresem. Rychle se však začal zajímat o antropologii a pustil se do práce v Pobřeží slonoviny, jejímž výsledkem byla krátká monografie na téma dekolonizace, rasa, a industriální vztahy. Od té doby přesunul Latour svůj výzkumný zájem a zaměřil se na laboratorní vědce. Latour nabyl důležitosti svou v roce 1979 vydanou publikací Laboratory Life: the Social Construction of Scientific Facts se spoluautorem Stevem Woolgarem. V knize se autoři zabývají etnografickou studií v jedné neuroendokrinologické výzkumné laboratoři v Salk Institutu. Tato raná práce demonstrovala, že naivní popisy vědecké metody, ve které se teorie buď udrží nebo neudrží, záleží na výsledku jediného experimentu a jsou inkonzistentní se skutečným konáním v laboratořích. Ve skutečnosti produkuje typický experiment pouze inkonkluzivní data, což se přisuzuje selhání aparatury nebo experimentální metodě. Dalším rozdílem je, že velká část vědeckého tréninku zahrnuje také to, jak o věci učinit subjektivní rozhodnutí, jaká data ponechat a jaká vyloučit; což je proces, který se nezasvěcenci jeví jako mechanismus pro ignorování dat protiřečící vědecké ortodoxii.
Po výzkumném projektu, který zkoumal sociologii primatologů, což bylo tématem knihy Laboratory Life, navázal Latour na toto téma dílem Les Microbes: guerre et paix (publikováno anglicky jako The Pasteurization of France v roce 1984). V této knize se zabývá životem a prací jednoho z nejslavnějších vědců Francie, Louise Pasteura a jeho objevem mikrobů, která je psaná stylem politické biografie. Latour zvýrazňuje sociální nátlaky v práci, v Pasteurově kariéře a věcech okolo ní a také neblahé způsoby, jakými byly přijaty jeho teorie. Tím, že poskytuje explicitnější ideologická vysvětlení pro akceptaci Pasteurovy práce, někdy jednodušeji, v některých částech než v ostatních, se Latour snaží podkopat dojem, že akceptace a zavržení vědeckých teorií závisí primárně nebo dokonce obvykle na experimentu, důkazu nebo důvodu. Jiné dílo, „Aramis, or, The Love of Technology“ se zaměřuje na dějiny jednoho neúspěšného hromadně-tranzitního projektu. V poslední době se Latour přiklání k teoretičtějším a pragmatičtějším pracím. V pozdních osmdesátých a devadesátých letech byl jedním z klíčových myslitelů actor-network teorie. Jeho teoreticky zaměřené knihy jsou Science in Action, Pandora's Hope a možná nejpopulárnější dílo We Have Never Been Modern.
Latour a Woolgar vyprodukovali vysoce heterodoxní a extrémně kontroverzní pohled na vědu. Čerpajíce z díla Gastona Bachelarda, podporují názor, že objekty vědecké studie jsou sociálně konstruované uvnitř laboratoře – že nemohou být přisuzovány existenci mimo instrumenty, které je měří, a mimo mysl, jež je interpretuje. Pohlíží na vědeckou aktivitu jako na systém myšlenek, ústních tradic a kulturních, specifických praktik – krátce, věda je rekonstruovaná ne jako procedura nebo soubor principů, ale jako kultura. Latourova kniha Science in Action: How to Follow Scientists and Engineers through Society vydaná v roce 1987 je jedním z klíčových textů sociologie vědeckých znalostí a jako taková se stala hromosvodem kritiky stejně jako kniha Fashionable Nonsense od Sokala a Bricmonta; jejich kritiky byly zamířené zvlášť proti konceptu Programu Strong.
Přes 20 let Latour vyučoval na strojírenských školách ve Francii a v působil na Pařížském institutu politických věd. Byl také jedním z kurátorů úspěšných uměleckých výstav v Centru pro umění a média v Karlsruhe v Německu – „Iconoclash“ (2002) a „Making Things Public“ (2005).